# Lodowiec Szelfowy Larsena
     Lodowiec Szelfowy Rossa
     Lodowiec Szelfowy Ronne i Lodowiec Szelfowy Filchnera
     Lodowiec Szelfowy Amery’ego
     Larsen C
     Lodowiec Szelfowy Riiser-Larsena
     Lodowiec Szelfowy Fimbul
     Lodowiec Szelfowy Shackletona
     Lodowiec Szelfowy Jerzego VI
     Zachodni Lodowiec Szelfowy
     Lodowiec Szelfowy Wilkinsa
     Lodowiec Szelfowy Abbota
     Lodowiec Szelfowy Getza

Główne lodowce szelfowe Antarktydy (2008):
Lodowiec Szelfowy Rossa
Lodowiec Szelfowy Ronne i Lodowiec Szelfowy Filchnera
Lodowiec Szelfowy Amery’ego
Larsen C
Lodowiec Szelfowy Riiser-Larsena
Lodowiec Szelfowy Fimbul
Lodowiec Szelfowy Shackletona
Lodowiec Szelfowy Jerzego VI
Zachodni Lodowiec Szelfowy
Lodowiec Szelfowy Wilkinsa
Lodowiec Szelfowy Abbota
Lodowiec Szelfowy Getza

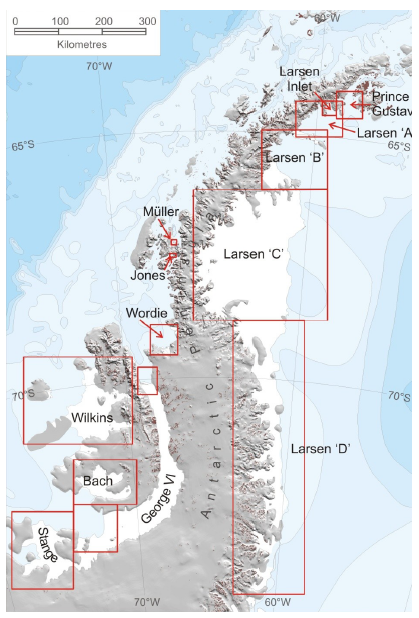
Lodowce szelfowe wokół Półwyspu Antarktycznego, w tym Lodowiec Szelfowy Larsena, 2009

Lodowiec Szelfowy Larsena (ang. Larsen Ice Shelf, hiszp. Barrera de Hielos Larsen) – lodowiec szelfowy w północno-zachodniej części Morza Weddella, przylegający do Półwyspu Antarktycznego, od lat 90. XX w. ulegający stopniowemu rozpadowi pod wpływem zmian klimatycznych.
Nazwany na cześć norweskiego kapitana Carla Antona Larsena (1860–1924), który w grudniu 1893 roku popłynął wzdłuż lodowca aż do szerokości 68°10'S.

## Geografia
Lodowiec Szelfowy Larsena przylega do wschodniego wybrzeża Półwyspu Antarktycznego. Na przestrzeni ostatnich 30 lat zaczął ulegać dezintegracji pod wpływem zmian klimatycznych .
Pod koniec lat 80. XX w. Lodowiec Szelfowy Larsena rozciągał się od Prince Gustav Channel na północy po Cape Fiske na półwyspie Smith Peninsula na południu. Jego powierzchnia wynosiła wówczas 103 400 km². Na lodowcu można było wyróżnić pięć głównych części: obszar w Prince Gustav Channel, obszar między Sobral Peninsula a Wyspą Robertsona – tzw. Larsen A, obszar między Wyspą Robertsona a Jason Peninsula – tzw. Larsen B, obszar między Jason Peninsula a Gibbs Ice Rise – tzw. Larsen C, obszar między Gibbs Ice Rise i Cape Fiske – tzw. Larsen D. Dodatkowo wyróżniano regiony Larsen Inlet i Seal Nunataks.
Od połowy lat 40. XX w., kiedy zaczęto dokumentować zmiany, regresji uległ obszar w Prince Gustav Channel, podczas gdy Larsen A powiększał się do 1975 roku a Larsen B do 1995 roku. Wraz ze wzrostem temperatury pod koniec XX w., Lodowiec Szelfowy Larsena zaczął się kurczyć . Temperatura powietrza w regionie wzrosła od lat 40. XX w. o 2,5 °C, a temperatura wody Morza Weddella podniosła się o 0,32 °C od lat 70.
Lodowiec przy Larsen Inlet uległ rozpadowi w okresie 1989–1992, a Larsen A i obszar w Prince Gustav Channel uległy dezintegracji na przestrzeni kilku tygodni w styczniu-lutym 1995 roku. W lutym-marcu 2002 roku od Larsena B oderwała się część na północ od Cape Disappoinment, o powierzchni 3250 km² . 
W styczniu 2005 roku powierzchnia Lodowca Szelfowego Larsena zmalała o ok. 24% do ok. 78 515 km²
Larsen C zaczął pękać w pierwszych latach XXI wieku – pojawiła się szczelina, która najpierw rosła stopniowo, a potem bardzo szybko powiększyła się w ciągu jednego roku . W latach 2012–2017 rozwój szczeliny obserwowany był przy pomocy satelitów NASA i ESA . W lipcu 2017 roku satelita Sentinel-1 zaobserwował, że pęknięcie dotarło do krawędzi lodowca, oddzielając od niego wyspę lodową o powierzchni ok. 6000 km² (co stanowiło 12% powierzchni Larsena C) . US National Ice Center nazwało oderwany fragment A-68, który wkrótce pod wpływem prądów, fal i wiatrów rozpadł się na dwie części – A-68A i A-68B. Encyklopedia Britannica podaje, że w 2017 roku powierzchnia Lodowca Szelfowego Larsena wynosiła 68 000 km² .
Latem 2019/2020 sezonowe topnienie lodowca Larsen C trwało dłużej i było bardziej intensywne niż w jakimkolwiek sezonie letnim na przestrzeni ostatnich 40 lat. Ten rekordowy sezon przerwał trwający prawie dwie dekady trend zmniejszającego się topnienia i prawdopodobnie zapoczątkował proces „chudnięcia” lodowca wskutek utraty powietrza z firnu.

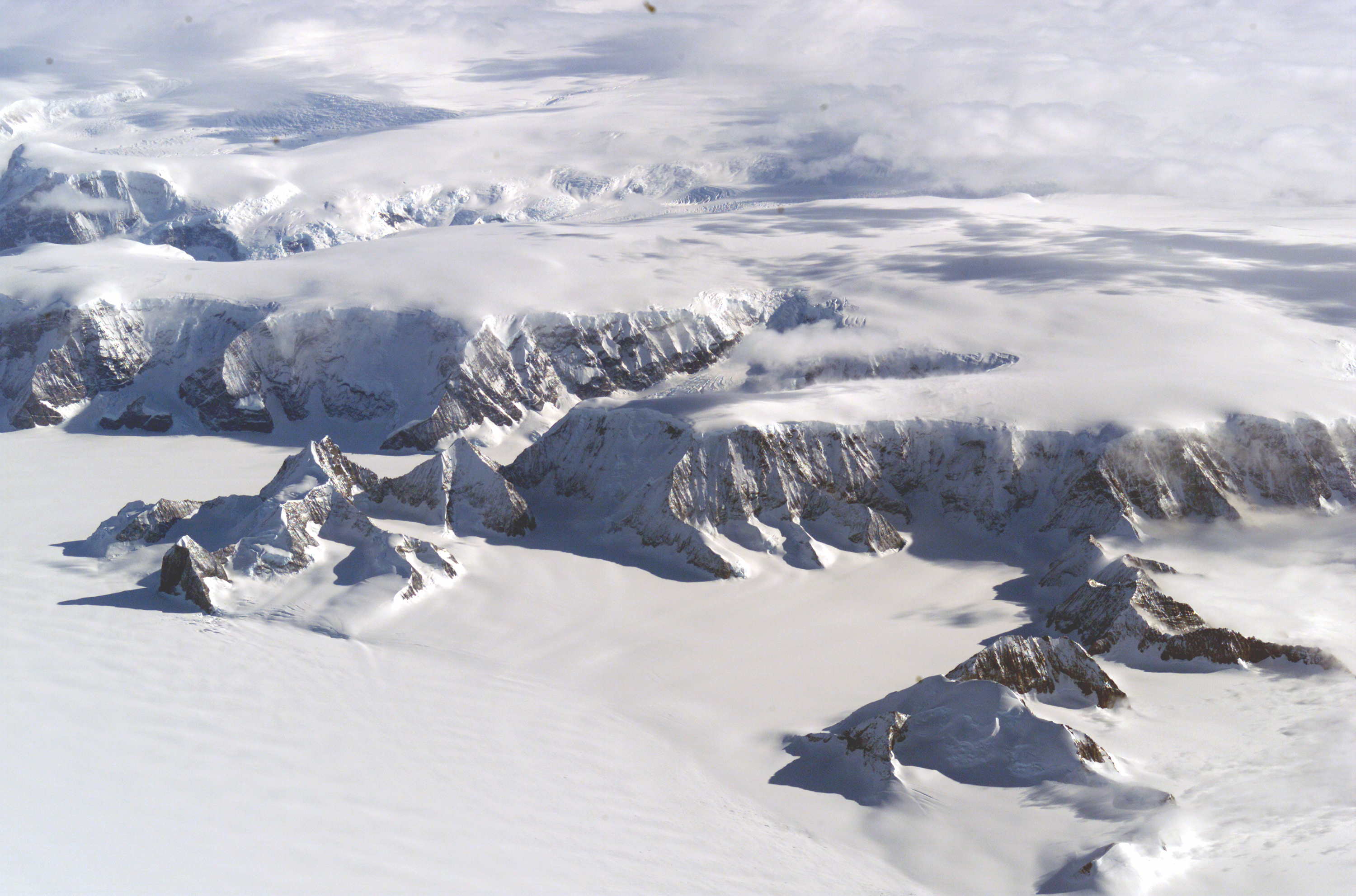
Lodowiec Szelfowy Larsena i wybrzeże kontynentu, 2004 rok
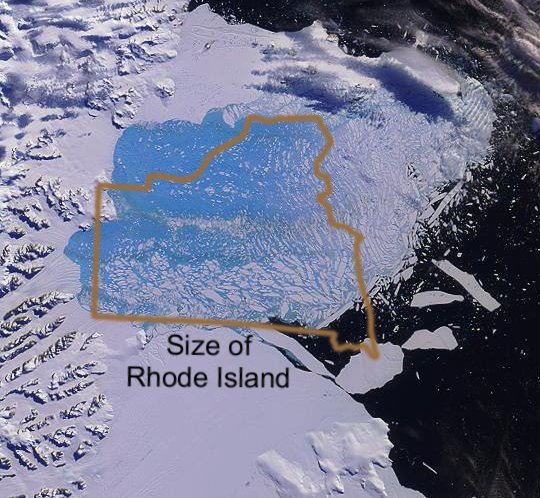
Rozpad lodowca Larsen B – oderwany fragment o powierzchni ok. 3250 km²; dla porównania kontur stanu Rhode Island (pow. ok. 3150 km²), zob. Wellner et al. 2019 ↓
Fragmenty lodowca Larsen B utrzymywały się w zatoce do 2005 roku
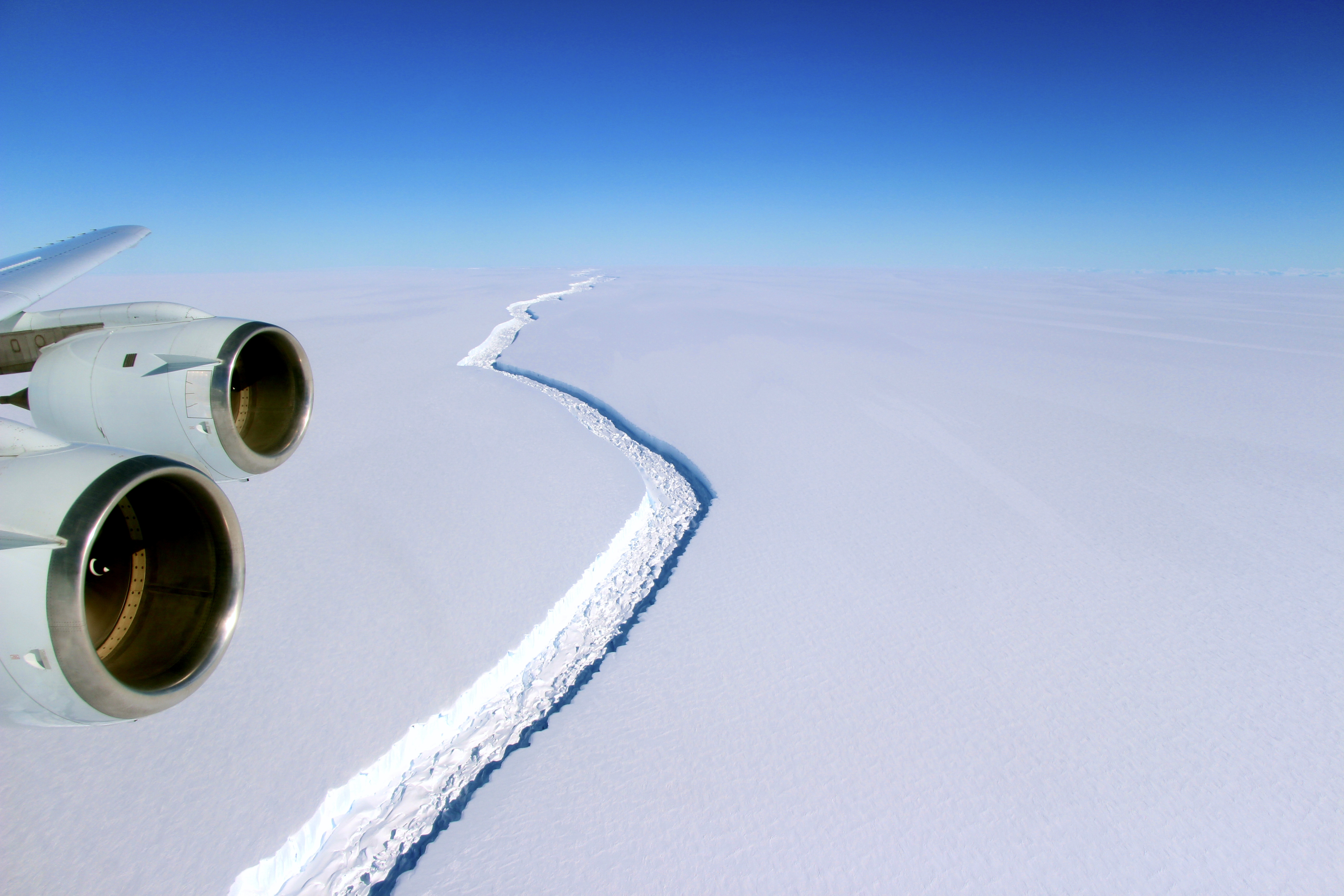
Rosnąca szczelina w lodowcu Larsen C
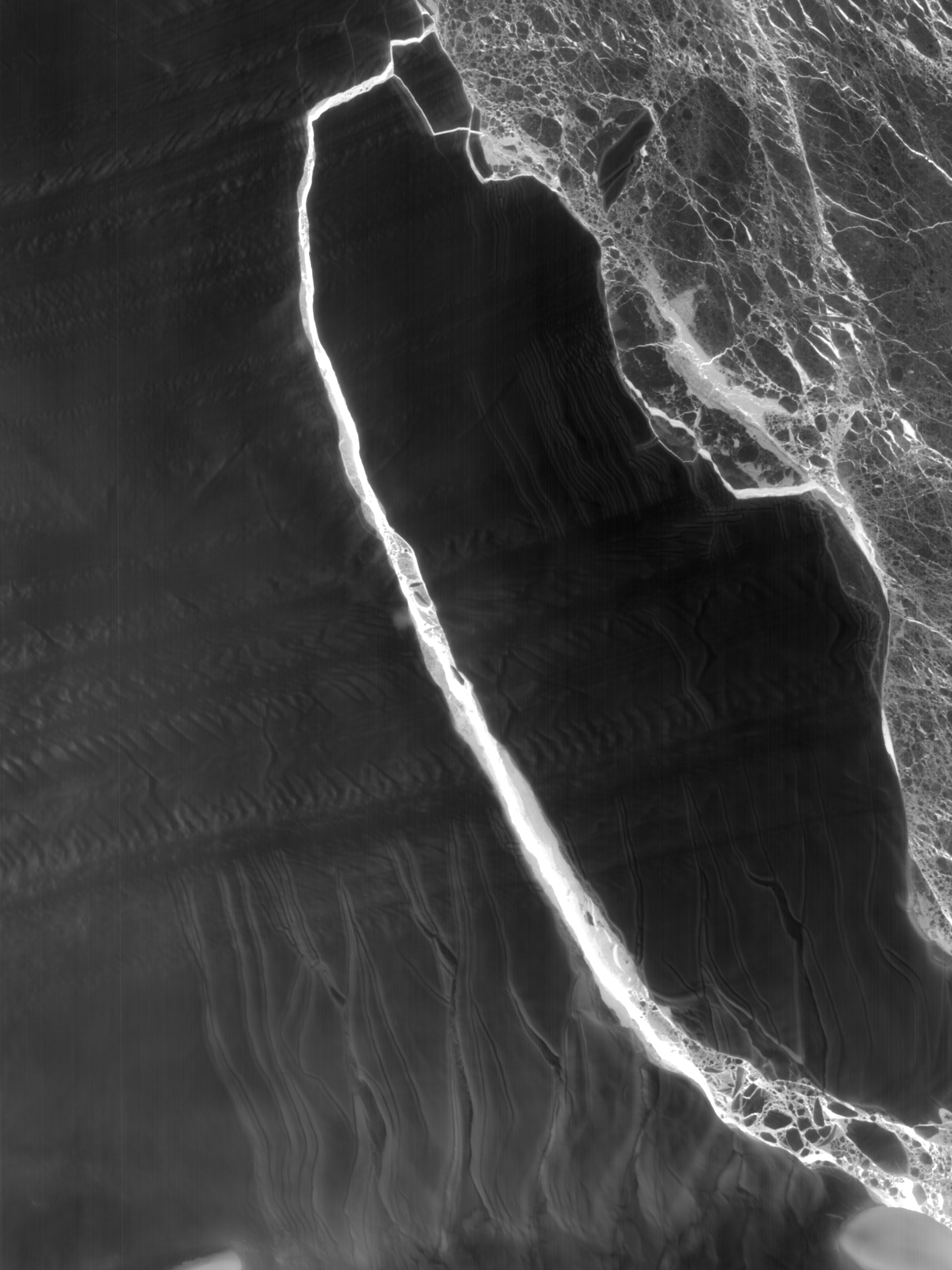
Oderwanie się góry lodowej A-68 od lodowca Larsen C w lipcu 2017 roku
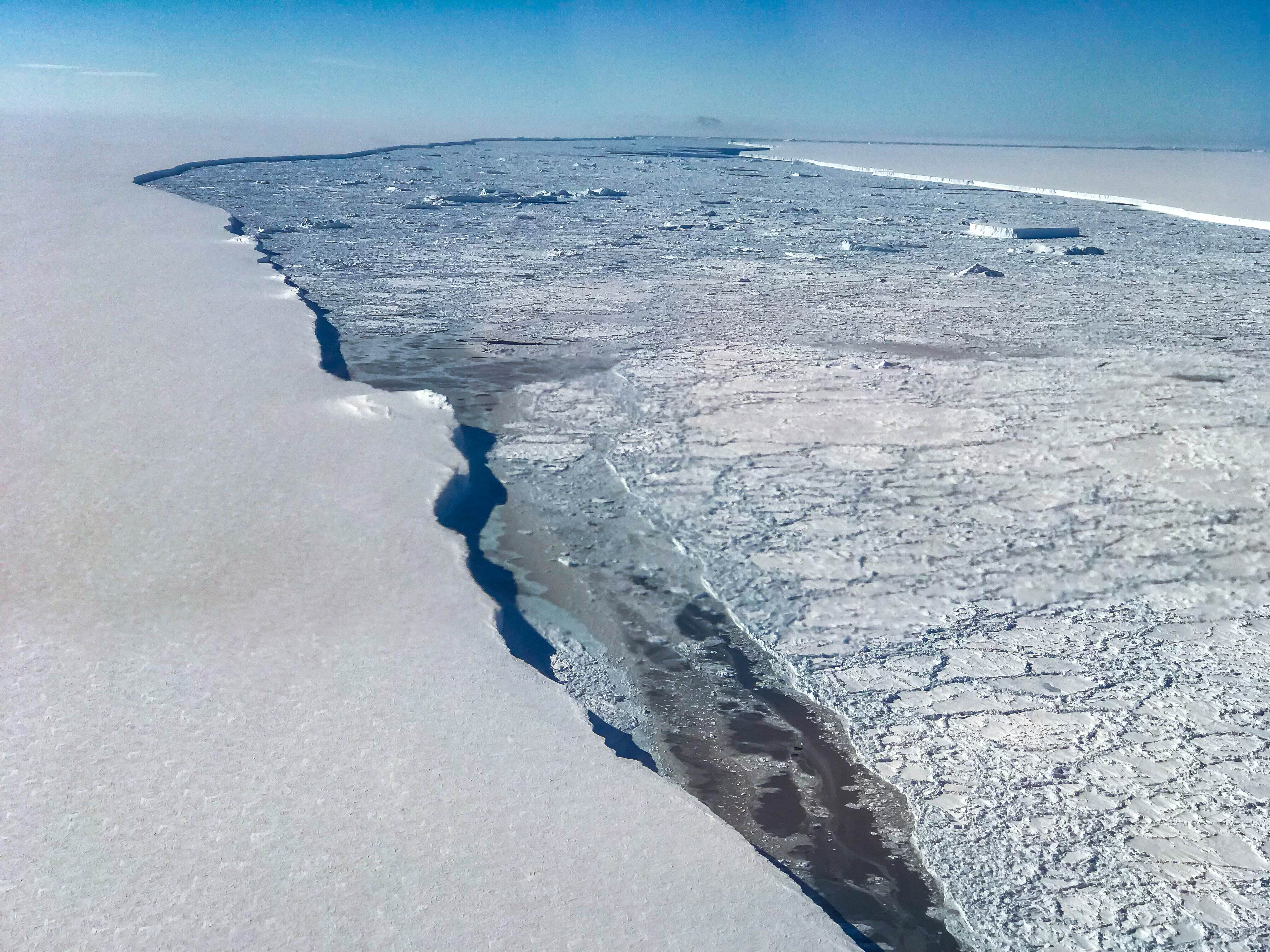
Larsen C i zachodni brzeg A-68 (w prawym górnym rogu)

## Historia
Lodowiec został odkryty w grudniu 1893 roku przez norweskiego wielorybnika Carla Antona Larsena (1860–1924) podczas jego drugiej wyprawy na statku „Jason” w poszukiwaniu wielorybów na wodach Oceanu Południowego. „Jason” badał obszar na wschód od Półwyspu Antarktycznego, i dotarł na szerokość 68°10'S – najdalej na południe wzdłuż wschodniego wybrzeża Półwyspu Antarktycznego niż wówczas jakikolwiek inny statek . Lodowiec został nazwany później na cześć odkrywcy.